# Andrei Jämsä
Andrei Jämsä, estonski veslač, * 14. februar 1982,  Pärnu.
Jämsä vesla za SK Pärnu iz mesta Pärnu.

## Mladinska leta
Jämsä je leta 2002 nastopil na svetovnem prvenstvu v veslanju do 23 let, kjer je v dvojnem dvojcu z Igorjem Kuzminom osvojil 7. mesto. Leto kasneje je na svetovnem prvenstvu v veslanju do 23 let v dvojnem dvojcu veslal z Olegom Vinogradovim. Takrat je estonski čoln osvojil 4. mesto. 

## Olimpijske igre
Andrei je na olimpijskih igrah prvič nastopil leta 2004 v Atenah. Nastopil je v estonskem dvojnem četercu v postavi: Andrei Šilin, Igor Kuzmin, Oleg Vinogradov, Andrei Jämsä. Na igrah so osvojili 9. mesto. 
Leta 2008 je v Pekingu nastopil v enojcu in osvojil skupno 17. mesto.

## Svetovna prvenstva
Prvič je na svetovnih prvenstvih nastopil leta 2003, ko je na SP v Milanu v dvojnem dvojcu s Kuzminom osvojil 9. mesto. 
Prvo medaljo na svetovnih prvenstvih je Jämsä osvojil leta 2005, ko je v japonskem Gifuju v dvojnem četvercu osvojil bronasto medaljo. Čoln v postavi Tõnu Endrekson, Leonid Gulov, Jüri Jaanson in Andrei Jämsä je takrat zaostal le za Poljaki in Slovenci.
Leta 2006 je na svetovnem prvenstvu v Etonu v dvojnem četvercu osvojil še eno bronasto medaljo. Nejgovi takratni soveslači so bili Endrekson, Kuzmin in Allar Raja. Zlato je takrat osvojila Poljska, srebro pa Ukrajina. 

## Svetovni pokal v veslanju
Skupne zmage
- dvojni četverec: 2005

| Leto | Prizorišče             | Končna uvrstitev | Disciplina      |
| ---- | ---------------------- | ---------------- | --------------- |
| 2004 | Poznan, Poljska        | 4. mesto         | dvojni četverec |
| 2004 | München, Nemčija       | 2. mesto         | dvojni četverec |
| 2004 | Lucern, Švica          | 10. mesto        | dvojni četverec |
| 2005 | Eton, Velika Britanija | 1. mesto         | dvojni četverec |
| 2005 | Lucern, Švica          | 1. mesto         | dvojni četverec |
| 2006 | München, Nemčija       | 11. mesto        | dvojni dvojec   |
| 2006 | Poznan, Poljska        | 7. mesto         | dvojni dvojec   |
| 2006 | Lucern, Švica          | 5. mesto         | dvojni četverec |